# Gérard Caussé
Gérard Caussé (Toulouse, 26 de junio de 1948) es un violista francés.

## Trayectoria profesional
Ha ganado los premios Fondation de la Vocation, Prix Sacem, Grand Prix du Disque, Prix Gabriel Fauré, Academia Charles-Cros. 
En su repertorio figuran obras de Mozart, Bartók, Bruch, Berlioz, Stravinski, Britten o Martinu.
Ha grabado discos con las compañías EMI, Erato, DGG y Philips.
Interpreta su música en un instrumento construido por Gasparo da Salò en 1560.
Profesor del CNSM de París y de la Escuela Superior de Música Reina Sofía en Madrid, en la que ha sido titular de la Cátedra de Viola y para la que imparte Clases Magistrales.